# چارلز آلبرت گوبات

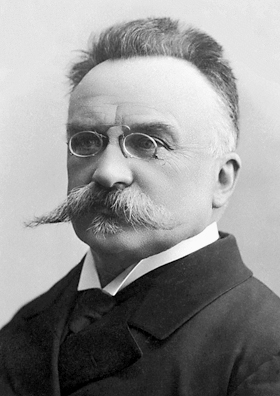

چارلز آلبرت گوبات (به انگلیسی: Charles Albert Gobat) (زاده ۲۱ مه ۱۸۴۳ - درگذشته ۱۶ مارس ۱۹۱۴) سیاستمدار و وکیل سوئیسی بود که در سال ۱۹۰۲ جایزه صلح نوبل را با مشارکت الی دوکامن برای ریاست دفترخانه صلح بین‌المللی دریافت کرد.

## مرگ
در سال ۱۹۰۲، آلبرت گوبات به‌طور مشترک جایزه صلح نوبل را در سال ۱۹۰۲ با الی داکومان برای رهبری دفتر بین‌المللی صلح دائم به دست آورد.
پس از مرگ الی دیکومون در سال ۱۹۰۶، گوبات به رهبری دفتر بین‌المللی صلح دست یافت.
چارلز آلبرت گوبات در تاریخ ۱۶ مارس ۱۹۱۴ در برن، سوئیس، درگذشت. هنگام حضور در جلسه کنفرانس صلح در برن، او به نظر می‌رسید می‌خواهد صحبت کند، اما، حدود یک ساعت بعد از آن در محل فوت کرد.